# 伊桑德拉區
伊桑德拉區，是馬達加斯加的行政區，位於該國中部，由上馬齊亞特拉區負責管轄，首府設於伊蘇拉納，面積1,450平方公里，2013年人口129,461，人口密度每平方公里89人。